# Clinotanypus decempunctatus
Clinotanypus decempunctatus är en tvåvingeart som beskrevs av Tokunaga 1937. Clinotanypus decempunctatus ingår i släktet Clinotanypus och familjen fjädermyggor. Inga underarter finns listade i Catalogue of Life.